# Uno

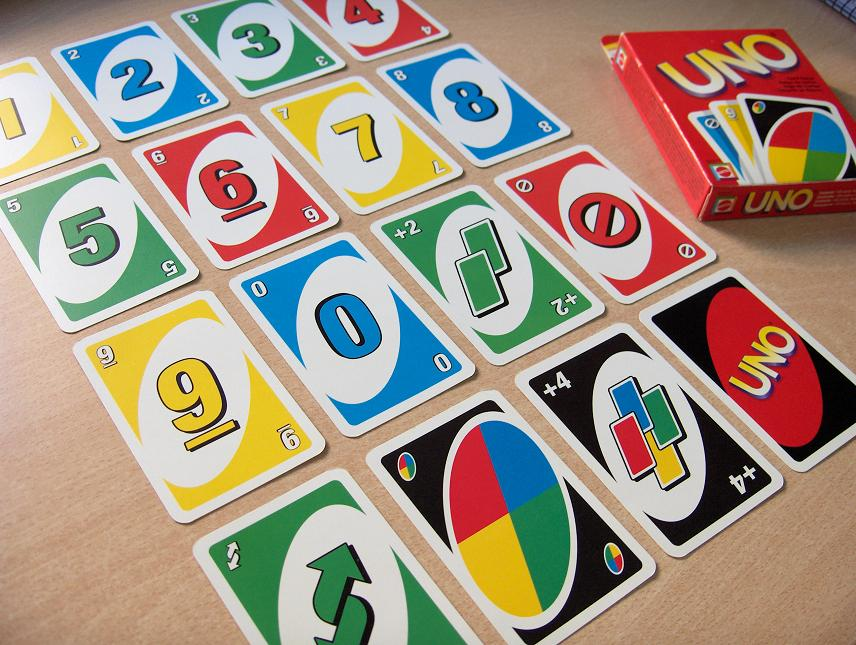
Cartes de l'UNO

UNO és un joc de cartes que versiona el joc popular de «seguir el pal». Es juga en grup, per torns. Va ser llençat pel fabricant International Games, que el 1992 va ser comprat per Mattel.
El joc va ser desenvolupat el 1971 pel barber nord-americà Merle Robbins a Reading, a l'estat d'Ohio.
Cada jugador ha de posar una carta que sigui del mateix color o número. Les cartes d'acció (+2, canvi de sentit i salta el torn) no es poden supraposar, tot i que popularment aquesta regla no es respectat. Les cartes negres sempre es poden jugar, tot i no es poden jugar dues cartes negres una rere l'altra. Si no pot seguir, el jugador ha de robar una carta. Qui es quedi amb una sola carta ha de cridar «Uno!» abans que ningú ho vegi. Guanya qui primer es queda sense cartes a la mà. Guanya a la fi de la partida, el jugador que té menys punts.

## Contingut
108 cartes:
- 19 cartes blaves del nº 0 al 9 (2 cartes per nombre excepte el 0).
- 19 cartes grogues del nº 0 al 9 (2 cartes per nombre excepte el 0).
- 19 cartes verdes del nº 0 al 9 (2 cartes per nombre excepte el 0).
- 19 cartes vermelles del nº 0 al 9 (2 cartes per nombre excepte el 0).
- 8 cartes "Roba dos" (o també anomenada més dos), 2 de cada color.
- 8 cartes "Canvi de sentit", 2 de cada color.
- 8 cartes "Salta" (o també anomenada Pèrdua de torn): 2 de cada color.
- 4 cartes negres de canvi de color
- 4 cartes negres més quatre.